# Remy Ma
Remy Ma, Remy Martin, właśc. Reminisce Smith, Reminisce Mackie Martin-Smith (ur. 30 maja 1980 w Nowym Jorku) – amerykańska raperka, była członkini grupy hip-hopowej Fat Joego – Terror Squad. Wystąpiła w znanej piosence zespołu – „Lean Back” z trzeciego albumu, True Story – a także w piosence „Ante Up (ReMix)” M.O.P-u. Jej debiutancki krążek – There’s Something about Remy: Based on a True Story – wydano 7 lutego 2006 roku. Zajmowała wysokie pozycje na Billboard Hot 100, otrzymała ponadto wiele nagród: po dwie magazynu Vibe oraz Source, a także po jednej: BET – dla "Najlepszej Artystki Hip-hopowej" – oraz ASCAP dla popowej artystki. Nominowana do nagrody Grammy.

## Życiorys
Remy Ma dorastała w rodzinie niesprzyjającej jej rozwojowi, widziała bowiem na własne oczy skutki rodzimego zwyrodnienia narkotykami oraz doświadczyła przerażenia wynikłego z nałogu bliskich. Bardzo wcześnie musiała zacząć opiekować się swoim młodszym rodzeństwem. Jednocześnie znajdowała upust, ucieczkę od domowych spraw w tworzeniu poezji. Z czasem swój gniew zapisany w wierszach wyładowywała w rapie, który stał się dla niej narzędziem w potyczkach ze szkolnymi znajomymi na przerwach obiadowych. Jej poważanie na Bronksie rosło, dzięki czemu usłyszał o niej Big Pun. Po spotkaniu z nim i zaprezentowaniu przez Ma swoich umiejętności raper został jej mentorem. Swój pierwszy występ w przemyśle muzycznym przedstawiła na płycie Big Puna "Yeeeah Baby" – w utworach "Ms. Martin" oraz "You Was Wrong". Po śmierci mentora Remy Ma podpisała dzięki Fat Joemu kontrakt z wytwórnią SRC oraz Universal. Mimo sukcesu utworu "Lean Back", który zapewnił raperce nominację do nagrody Grammy, jej debiutancki album "There’s Something About Remy: Based on a True Story" rozszedł się jedynie w ilości 150 tys. w ciągu roku od wydania z powodu słabego promowania krążka przez wytwórnię, jednak zyskał uznanie wśród krytyków ze środowiska hiphopowego oraz spoza niego. Fat Joe oraz Remy byli zawiedzeni podejściem Universal Records do spraw marketingowym oraz związanych z wydawaniem właściwych singli. W związku z tym Ma postanowiła zerwać kontakt z Fat Joem i Terror Squadem, a także sądownie wypowiedzieć umowę z SRC/Universalem. Z pierwszej płyty pochodzą dwa single: "Whuteva" oraz "Conceited". Album otrzymał dobre oceny magazynów XXL, Rollingstone i Vibe.
Obecnie pisze aktualizacje oraz posty na swoich oficjalnych stronach portali Myspace oraz Twitter.
Po odejściu z Terror Squadu 10 kwietnia 2007 roku Remy otrzymała mnóstwo nowych ofert z wytwórni oraz telewizji. Prowadziła rozmowy na temat reality show, w którym kamery miałyby śledzić jej nerwowy tryb życia jako raperki poruszającej się na hiphopowej scenie zdominowanej przez mężczyzn. Pracowicie nagrywała również drugą płytę o tytule "PunisHER" – nazwaną na cześć mentora, Big Puna. Ponadto tworzyła debiutancki album grupy raperek 3SUM wraz z Jacki-O oraz Shawnną. Wszystkie te plany zostały niestety odłożone na później przez udział Remy w wymianie strzałów, która może zatrzymać jej karierę na długi czas.
Do incydentu doszło 14 lipca 2007 roku. Remy zgłosiła się na policję z powodu wymiany strzałów wczesnym rankiem na zewnątrz jednego z nocnych klubów na Manhattanie. Funkcjonariusze stwierdzili, że raperka znajdowała się wraz z grupą znajomych przy Pizza Barze, manhattańskim lokalu, kiedy doszło do strzałów około godziny czwartej, raniących w tors Makedę Barnes-Joseph, która w tym czasie była bliską koleżanką raperki, oskarżoną o kradzież tysiąca dolarów.
Policyjne źródła wskazywały, iż Barnes-Joseph zidentyfikowała Remy jako sprawczynię przestępstwa. Taśmy z kamery umieszczonej w klubie zarejestrowały raperkę z grupą znajomych, jednak nie widać na nich żadnych sprzeczek czy zajadłych dyskusji. Ma nie przyznała się do winy w oskarżeniu o usiłowanie zabójstwa, napaść oraz posiadanie broni. Smith została później oskarżona o mataczenie (wpływanie na zeznania świadków) oraz napaść po sierpniowym zdarzeniu (w 2007 roku), kiedy to zarzucono jej podjudzanie paru kolegów do zaatakowania chłopaka świadka.
Potem Remy zrezygnowała z usług adwokata Ivana Fishera. Następnie, 27 marca 2008 roku uznano ją za winną napaści, nielegalnego posiadania broni oraz usiłowanie użycia przymusu w związku z oskarżeniami. Została natychmiastowo przewieziona do aresztu w oczekiwaniu na ogłoszenie wyroku wyznaczonego na 13 maja 2008 roku. Uniewinniono ją z zarzutów wpływania na zeznania świadków i napaści, które wiązały się z domniemanym zastraszeniem chłopaka świadka.
Obecnie odsiaduje osiem lat wyroku w zakładzie więziennym dla kobiet Bedford Hills oraz zamierza wyjść na wolność w 2015 roku. W maju 2008 roku poślubiła tam swojego narzeczonego, rapera Papoose.

## Dyskografia

### Albumy studyjne
- There’s Something about Remy: Based on a True Story (2006)

### Kompilacje (mixtape’y)
- Most Anticipated (2005)
- The BX-Files (2007)
- Shesus Khryst (2007)
- BlasRemy (2008)

### Single
| Rok  | Piosenka                      | Pozycja | Pozycja  | Pozycja  | Album                                               |
| Rok  | Piosenka                      | U.S.    | U.S. R&B | U.S. Rap | Album                                               |
| ---- | ----------------------------- | ------- | -------- | -------- | --------------------------------------------------- |
| 2006 | "Conceited"                   | 90      | 25       | 17       | There’s Something about Remy: Based on a True Story |
| 2006 | "Whuteva" (feat. Swizz Beatz) | -       | 79       | -        | There’s Something about Remy: Based on a True Story |

### Współpraca
| Rok  | Piosenka                                                             | Pozycja | Pozycja  | Pozycja  | Album      |
| Rok  | Piosenka                                                             | U.S.    | U.S. R&B | U.S. Rap | Album      |
| ---- | -------------------------------------------------------------------- | ------- | -------- | -------- | ---------- |
| 2000 | "Ante Up (Remix)" (M.O.P. feat. Busta Rhymes, Remy Martin & Tephlon) | -       | 74       | -        | Warriorz   |
| 2004 | "Lean Back" (Terror Squad feat. Fat Joe & Remy)                      | 1       | 1        | 1        | True Story |

### DVD
- Remy Ma: From The Grind To The Glamour (2005)
- Shesus Khryst (2007)